# Trisetum baregense
Trisetum baregense är en gräsart som beskrevs av Henry Aloysius Lafferty och Joseph Miégeville. Trisetum baregense ingår i släktet glanshavren, och familjen gräs. Inga underarter finns listade i Catalogue of Life.